# 淮源镇
淮源镇，是中华人民共和国河南省南阳市桐柏县下辖的一个乡镇级行政单位。

## 行政区划
淮源镇下辖以下地区：
板桥湾村、彭庄村、张庄村、鸿仪河村、大栗树村、后棚村、马冲村、三王庙村、龚庄村、仓房村、董老庄村、淮源村、陈庄村和老湾村。